# Antonín Němec
Antonín Němec (15. ledna 1858 Brno – 25. května 1926 Praha), byl český novinář a politik, poslanec Národního shromáždění republiky Československé za Československou sociálně demokratickou stranu dělnickou a dlouholetý předseda této politické formace.

## Biografie
Vyučil se typografem. Politicky aktivní byl již za Rakouska-Uherska. Už v 80. letech 19. století patřil mezi organizátory sociálně demokratického hnutí v řadách brněnského textilního dělnictva. V roce 1886 nastoupil do redakce brněnských socialistických novin Rovnost, kde zůstal do roku 1894, poté byl v letech 1894–1897 redaktorem Dělnických listů ve Vídni.
V roce 1897 napsal projev, ve kterém se nově zvolení čeští sociálně demokratičtí poslanci rakouské Říšské rady vymezili proti státoprávním postojům nesocialistických českých politických stran (takzvané protistátoprávní prohlášení), což vyvolalo v české společnosti ostré polemiky. Od roku 1897 do roku 1907 byl šéfredaktorem Práva lidu, poté jeho vydavatelem. Od roku 1900, kdy byla centrála českých (českoslovanských) sociálních demokratů přenesena z Vídně do Prahy působil v čele strany.
Ve volbách do Říšské rady roku 1907 se stal poslancem Říšské rady (celostátní parlament), kam byl zvolen za okrsek Čechy 007. Usedl do poslanecké frakce Klub českých sociálních demokratů. Opětovně byl zvolen za týž obvod i ve volbách do Říšské rady roku 1911 a ve vídeňském parlamentu setrval do zániku monarchie.
V roce 1899 se na VII. sjezdu celorakouské sociálně demokratické strany v Brně podílel na formulování národnostního programu, ve kterém strana prosazovala federalizaci a demokratizaci Rakouska.
Od roku 1905 byl předsedou sociální demokracie, ale po roce 1914 jeho vliv dočasně upadal na úkor Bohumíra Šmerala, který ho také přechodně mezi lety 1916–1917 ve funkci předsedy nahradil – v roce 1917 se Němec dostal znovu do popředí jako součást takzvané národní opozice, která akcentovala český národní a státoprávní zájem, kdy naopak byly Šmeralovy prorakouské postoje podrobeny kritice. Už předtím, v červnu 1917, Němec jednal ve Stockholmu v delegaci českých sociálních demokratů v rámci takzvaného mírového kongresu Druhé internacionály. Šlo o pokus o mírovou dohodou socialistických stran, zorganizovaný sociálními demokraty z neutrálních států. Memorandum, které v souvislosti s tímto kongresem čeští sociální demokraté zformulovali, ale naopak ukázalo posilování národně českých prvků v politice strany. V memorandu se totiž žádalo přetvoření Rakouska-Uherska na federaci národních celků, přičemž se počítalo se sloučením českých zemí a Slovenska. Sociální demokraté tak opouštěli původní koncepce personální autonomie ve prospěch územně definovaného rozhraničení monarchie. Díky posunu české sociální demokracie směrem k národnějšímu a méně marxistickému pojetí politiky se koncem první světové války sblížily pozice sociální demokracie a národních sociálů (českých socialistů). Obě strany tak vytvořily v září 1918 volný koordinační orgán Socialistická rada, v jejímž třináctičlenném vedení Němec usedl. Za sociální demokracii se stal v roce 1918 také místopředsedou Národního výboru československého.

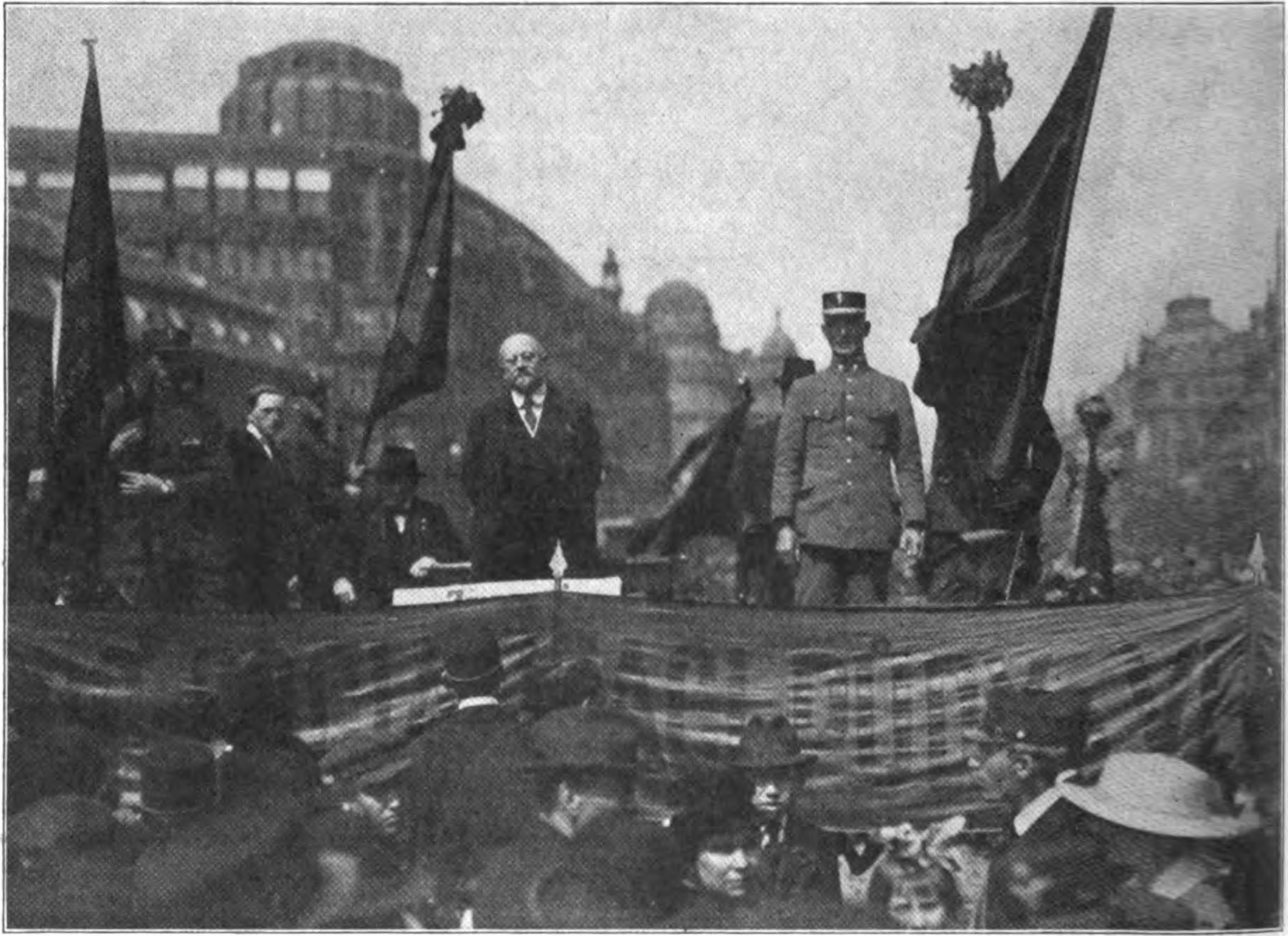
Antonín Němec na oslavách 1. máje 1920

V letech 1918–1920 zasedal v československém Revolučním národním shromáždění. V parlamentních volbách v roce 1920 získal poslanecké křeslo v Národním shromáždění. V průběhu událostí roku 1920, kdy se strana štěpila na levici a pravici, se postavil proti bolševické levici a jako formální vlastník Lidového domu v Praze znemožnil levici ovládnout tuto stranickou centrálu. Do roku 1924 (podle jiných pramenů 1925) byl předsedou sociální demokracie, pak až do smrti čestným předsedou. Ve 20. letech 20. století byl jednoznačným zastáncem aktivní účasti sociálních demokratů na vládách Československa.
Zemřel roku 1926 v Praze. Byl zpopelněn a pohřben na Olšanských hřbitovech.

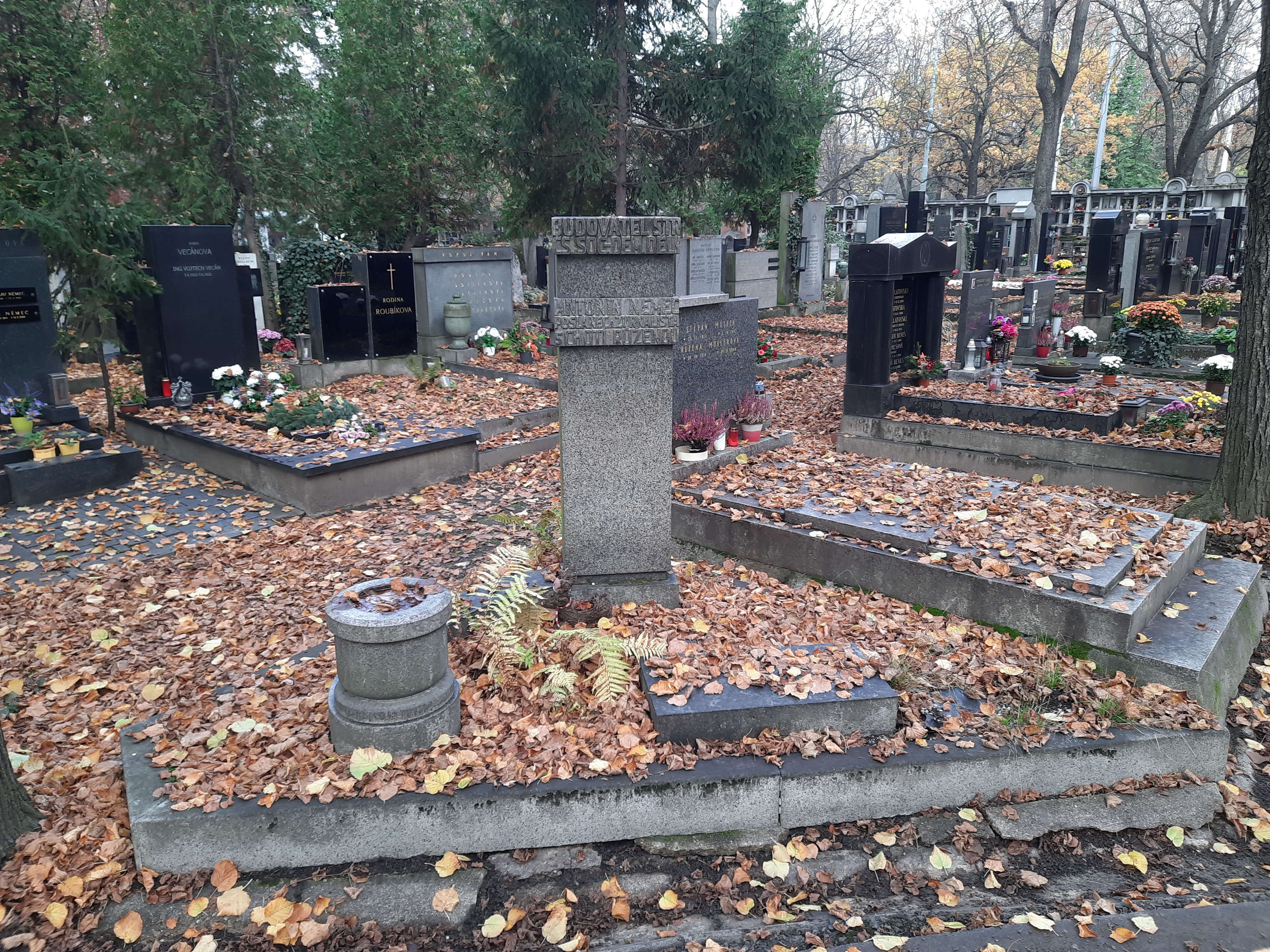
Hrob Antonína Němce na Olšanských hřbitovech

## Tiskárna
Jelikož se vyučil typografem, založil si vlastní tiskárnu, sídlící v pražské Hybernské ulici č. 7. Vydával noviny pro Československou sociálně demokratickou stranu dělnickou, konkrétně Právo lidu a Večerník Práva lidu. Kromě těchto listů tiskl i komunistické noviny, jako Rudé právo či Rozsévačka.

## Zajímavosti
Předseda Antonín Němec byl hlavním hostitelem a průvodcem Vladimíra Iljiče Lenina při exilovém sjezdu Ruské sociálně demokratické dělnické strany v roce 1912 v Praze.